# The Glorious Adventure (pel·lícula de 1918)
The Glorious Adventure és una pel·lícula muda de la Goldwyn Pictures dirigida per Hobart Henley, i interpretada per Mae Marsh, Wyndham Standing i Alec B. Francis, entre d'altres. Va ser estrenada el 14 de juliol de 1918. Està basada en el relat "When Carey Came to Town" d'Edith Barnard Delano (1915).

## Argument
Carey Wethersbee i la seva tia Lucretia viuen en una vella mansió del Sud mantenint unes maneres de fer i de vestir-se com si visquessin en l'època anterior a la guerra civil americana.
En morir la seva tia, Carey decideix viatjar al Nord, i en arribar a una petita ciutat, anuncia la seva intenció d'instal·lar-se sense ser convidada a la casa del ric propietari d'una manufacturera de cotó, Hiram Ward. Tot i que Hiram, solter encara, es sorprèn al principi, els seus amics el convencen de deixar-la quedar. Carey visita el la fàbrica de Hiram, i s'entristeix molt en veure les condicions miserables en les quals treballen els empleats.
Inicialment decideix distribuir diners entre els treballadors però això no aconsegueix evitar que es declarin en vaga. Després es produeix una explosió en la fàbrica i ella defensa de manera ferma l'home que ha estat acusat. Desenganyada per l'actitud d'Hiram, Carey decideix tornar a casa seva però aleshores ell descobreix que n'està enamorat i canvia la seva actitud cap als seus empleats tot millorant les seves condicions laborals. Hiram cerca Carey i li explica el seu canvi amb el qual al final neix l'amor entre ells dos.

## Repartiment
- Mae Marsh (Carey Wethersbee)
- Wyndham Standing (Hiram A. Ward)
- Sara Alexander (Lucretia Wethersbee)
- Paul Stanton (Bob Williamson)
- Alec B. Francis (Scott, el majordom)
- Mabel Ballin (Lucretia, de jove)
- A. Voorhees Wood (taxista)
- Ivan Christy (Joe)
- Mammy Lou (vella criada)
- Gladys Wilson
- Irene Blackwell

## Producció
És una de les pel·lícules del primer any de la Goldwyn Pictures com a productora, que havia contractat Mae Marsh i amb qui faria aquell any nou pel·lícules. Va ser la primera pel·lícula que Wyndham Standing va interpretar per a la Goldwyn. Els exteriors de la pel·lícula es van rodar a Savannah, a la plantació Hermitage. Allà, Hobart Henley va descobrir Mammy Lou, una senyora afroamericana que afirmava tenir 114 anys i la va fer participar en algunes escenes com a criada. El rodatge va acabar a principis de maig de 1918.
Un cop rodada, l'estrena de la pel·lícula es va endarrerir, ja que la Goldwyn va preferir estrenar primer la següent pel·lícula rodada amb Mae Marsh, “All Woman” (1918).